# Косумельский енот
Косумельский енот (лат. Procyon pygmaeus) — редкий вид енотов, обитающий на мексиканском острове Косумель.

## Описание вида
Косумельский енот — наименьший вид среди енотов. Взрослая особь имеет длину тела 60—80 см, при этом хвост — около 25 см, самцы крупнее самок. Масса — от 3 до 4 кг. Тем самым косумельский енот примерно на 45 % легче и на 18 % меньше, чем материковый енот-полоскун.
Шерсть имеет коричнево-сероватый цвет, хвост — с жёлтым оттенком. На морде — чёрная маска.

## Распространение
Вид является эндемиком Косумеля, небольшого острова в Карибском море у побережья Кинтана-Роо, площадь которого составляет 478 км². Естественная среда обитания — мангровые леса, а также дождевые леса внутри острова, пляжи и возделываемые земли.

## Образ жизни
Ведёт преимущественно одиночный ночной образ жизни. Всеяден. Около 50 % рациона енотов составляют крабы, а также лягушки, ящерицы и насекомые. Из растительной пищи питается плодами манилкары и Pithecellobium и травой просо.
Биология размножения изучена мало.

## Охрана вида
Согласно IUCN, вид находится в критической опасности, охранный статус — CR. Оценка численности — около 300 особей.